# Маусфуд
Маусфуд, Melqurat, Maqaruaruat або Anlleq  (укр. мишача їжа)— це зібрана їжа та ліки, які високо цінують юпікські народи Аляски в дельті Юкону-Кускоквіму.

## Нагул
Їжа для мишей складається з коренів різних тундрових рослин, які «миші» (полівки) зберігають у норах. Люди добувають і їдять їжу, яку «миші» заготовили та зберегли. Старійшини вчать, що, збираючи мишачу їжу, завжди потрібно залишати половину схрону для «миші». Також рекомендують залишити подарунок — те, що «миша» зможе з'їсти.

## Види
Різноманітні види тундрових рослин можна використовувати як їжу для мишей. Довжина коренів пухівки вузьколистої, пухівки Шоойхцера та мішини Руссетт менша за дюйм. Їх їдять, кладуть у суп або використовують у медицині з тюленячим маслом. «Ескімоська солодка картопля» — це коріння Hedysarum alpinum. Як випливає з назви, ці коріння дещо солодкі та використовуються в акутаку.